# 맹룡과강

콩코드 프로덕션

《맹룡과강》(중국어: 猛龍過江, 번역: 사나운 용이 강을 건너다, 영어: The Way of the Dragon)은 1972년 홍콩의 무술·범죄 액션 영화이다. 이소룡의 세 번째 주연 영화로, 직접 감독, 각본, 제작, 그리고 주연까지 모두 도맡아서 한 첫 작품이다.
대한민국에서는 동아수출공사에서 수입해, 1974년 10월 11일에 피카디리극장에서 개봉하였다. 한국에 수입될 때는 정무문의 히트로 인해 7만 4천 달러에 수입되었다. 당시 수입사 ㈜동아수출공사는 브루스 리(이소룡)이 남긴 최후의 유작으로 광고하였으나, 이 작품은 브루스 리가 사망 전 남긴 3번째 영화이다. 개봉 이후 VHS 및 DVD로 출시되었으며, 2013년 조이앤컨텐츠그룹에서 재수입해 2013년 12월 13일 리마스터링 무삭제판을 재개봉하였고 웹 다운로드로 출시하였다.

## 줄거리
이탈리아 로마에서 식당을 운영하고 있는 젊은 사장 진청화는 자신의 가게를 강제로 인수하려는 현지 갱단으로부터 지속적인 위협을 받는 상태다. 그녀가 홍콩에 있는 삼촌에게 도움을 청하자 삼촌은 쿵후에 능한 시골 청년 당룡을 그녀에게 보낸다. 진청화와 그녀의 또 다른 삼촌인 왕 주방장, 그리고 종업원들은 당룡의 왜소하고 촌뜨기 같은 모습을 못 미덥게 여긴다. 특히 가라테를 수련하는 종업원들은 당룡의 쿵푸 실력을 얕보지만, 당룡 본인은 어떤 무술이든 자세가 중요하다며 개의치 않는다.
당룡이 오고 얼마 지나지 않아 갱단 패거리가 식당에서 행패를 부린다. 정작 당룡은 화장실에 가는 바람에 대응을 못해서 종업원들의 원망을 산다. 패거리가 다시 나타났을 때 못 참은 종업원들이 싸움을 걸지만 패배한다. 뒤이어 당룡이 나타나, 본인의 무술로 한 명 한 명 손쉽게 때려눕힌다. 그러자 종업원들은 당룡을 다시 보고 그의 제자를 자청한다. 다만 왕 주방장은 갱단이 쪽수가 많고 다시 나타날 것이니 방심하지 말라고 경고한다. 그날 밤 분노한 갱단 두목이 진청화의 집에 자객을 보내지만 이번에도 당룡이 간단하게 처리해서 돌려보낸다. 다음날 진청화가 당룡과 함께 로마 시내를 구경하는 사이, 그 사이 식당에서는 갱단 보스의 오른팔 아태가 무장한 부하들을 잔뜩 데리고 당룡을 데려오라고 소리친다. 이번에도 당룡이 뒤늦게 나타나서, 쌍절곤과 표창으로 갱단을 일망타진하고 종업원들을 구한다.
새해가 되어 식당에서는 신년 맞이 단장을 한다. 당룡에게 홍콩에 있는 숙부로부터, 상해식당을 떠나 다른 곳의 사람들을 도와주라고 전보가 온다. 아쉬워 하는 다른 사람들에게 당룡은 식당이 안정될 때까지 떠나지 않을 거라고 장담한다. 갱단에서는 그날 자정에 당룡을 죽일 것이라는 경고장을 식당에 보내고, 진청화는 당룡에게 로마를 떠나라고 하지만 당룡은 받아들이지 않는다. 자정이 되어 당룡을 노리는 저격 사건이 일어나지만 당룡이 재빨리 진청화의 집을 나와 갱단이 보낸 저격수를 쫓아낸다. 그러나 당룡이 집에 돌아와보니, 진청화가 갱단에 납치당해 있었다. 이에 당룡은 종업원들을 이끌고 갱단의 아지트를 찾아가 힘을 합쳐 조직원들을 때려눕히고 진청화를 구해낸다.
갱단 두목은 아태의 간언으로 당룡을 쓰러뜨릴 외국의 고수들을 불러들인다. 일본과 유럽의 가라테 고수와 미국인 챔피언 콜트였다. 아태는 당룡과 종업원들을 속여 싸움터로 끌어낸 뒤 가라테 고수들과 맞서게 한다. 종업원들이 그들에게 고전하지만 당룡이 그들을 녹아웃시키고, 막타를 종업원들에게 맡기고는 아태를 쫓아간다. 그러나 종업원들은 사실 갱단에 매수되어 있던 왕 주방장의 비수에 찔려 쓰러지고 만다. 왕 주방장은 갱단으로부터 큰 돈을 받고 고향 홍콩으로 돌아갈 생각이었다.
한편 당룡은 아태를 쫓다가 콜로세움에 도착하고, 그곳에는 콜트가 당룡을 기다리고 있었다. 콜트는 엄청난 무력으로 당룡을 압도하지만, 곧 당룡의 기술에 당해 다리가 꺾여 쓰러진다. 그러나 콜트는 굴하지 않고 당룡에게 덤볐고, 결국 당룡이 그의 목을 꺾어 죽인다. 당룡은 시체에 겉옷을 덮어 조의를 표한다. 당룡이 종업원들에게 돌아와 보니 배신자 왕 주방장에게 모두 죽음을 당한 뒤였다. 갱단 두목이 나타나서 당룡에게 총을 쏘다가 아태와 왕 주방장이 모두 죽고, 진청화가 경찰을 데리고 와서 두목은 체포된다.
모든 사건이 끝나고, 당룡은 홍콩으로 되돌아 간다.

## 출연진
- 이소룡: 당룡 - 홍콩에서 온 쿵푸 청년
- 묘가수 - 진청화 - 상해식당 운영자
- 위평오 - 아태
- 황쭝쉰 - 왕 주방장
- 유영 - 아홍 / 토니
- 소기린 - 아영 / 지미
- 금제 - 아곤
- 존 T. 빈 - 갱단 두목
- 말리사 롱고 - 이탈리아 미녀
- 척 노리스 - 콜트
- 로버트 월 - 프레드
- 황인식 - 장곡평[4][5]

## 한국어 더빙 성우진

### KBS
- 양석정 - 당룡(이소룡)
- 최하나 - 진청화(묘가수)
- 김정호 - 숙부(황종신)
- 장승길 - 토니(유영)
- 서문석 - 아곤(금제)
- 윤세웅 - 호(위평오)
- 사문영 - 이탈리아 미녀(마리사 롱고)
- 임성표 - 보스(존 T. 빈) / 이탈리아 은행 직원(리카르도 빌리)
- 박영재 - 콜트(척 노리스) / 콜트의 부하(로버트 월)
- 이병용 - 지미(소기린) / 토마스(진복경)
- 조규준 - 아권(호망) / 보스의 부하(호먼 타프셀)
- 이희탁 - 로버트(진병치) / 보스의 부하(황인식)

### SBS
- 박기량 - 당룡(이소룡)
- 강희선 - 진청화(묘가수)
- 이종오
- 김민선
- 조경모
- 곽대홍
- 장승길
- 김일
- 손선근
- 장호비

## 제작
《당산대형》과 《정무문》을 연달아 성공시킨 나유 감독과 결별한 뒤 이소룡이 직접 감독한 첫 작품이다. 그가 설립한 영화사 콩코드 프로덕션(Concord Productions, Inc.)과 골든 하베스트(Golden Harvest)가 공동으로 제작하였다.
이탈리아 로마 현지에서 촬영한 것으로 유명하며, 특히 실제 콜로세움 안에서 최종 결투 장면을 찍기도 했다. 주연 이소룡과 당시 무명 배우였던 척 노리스가 벌이는 이 최후 결투 장면은 액션 영화 사상 최고 명장면 중 하나로 꼽힌다.
이소룡의 대표작 가운데 유일하게 코미디가 강조된 점이 특징이다.

## 영어 제목

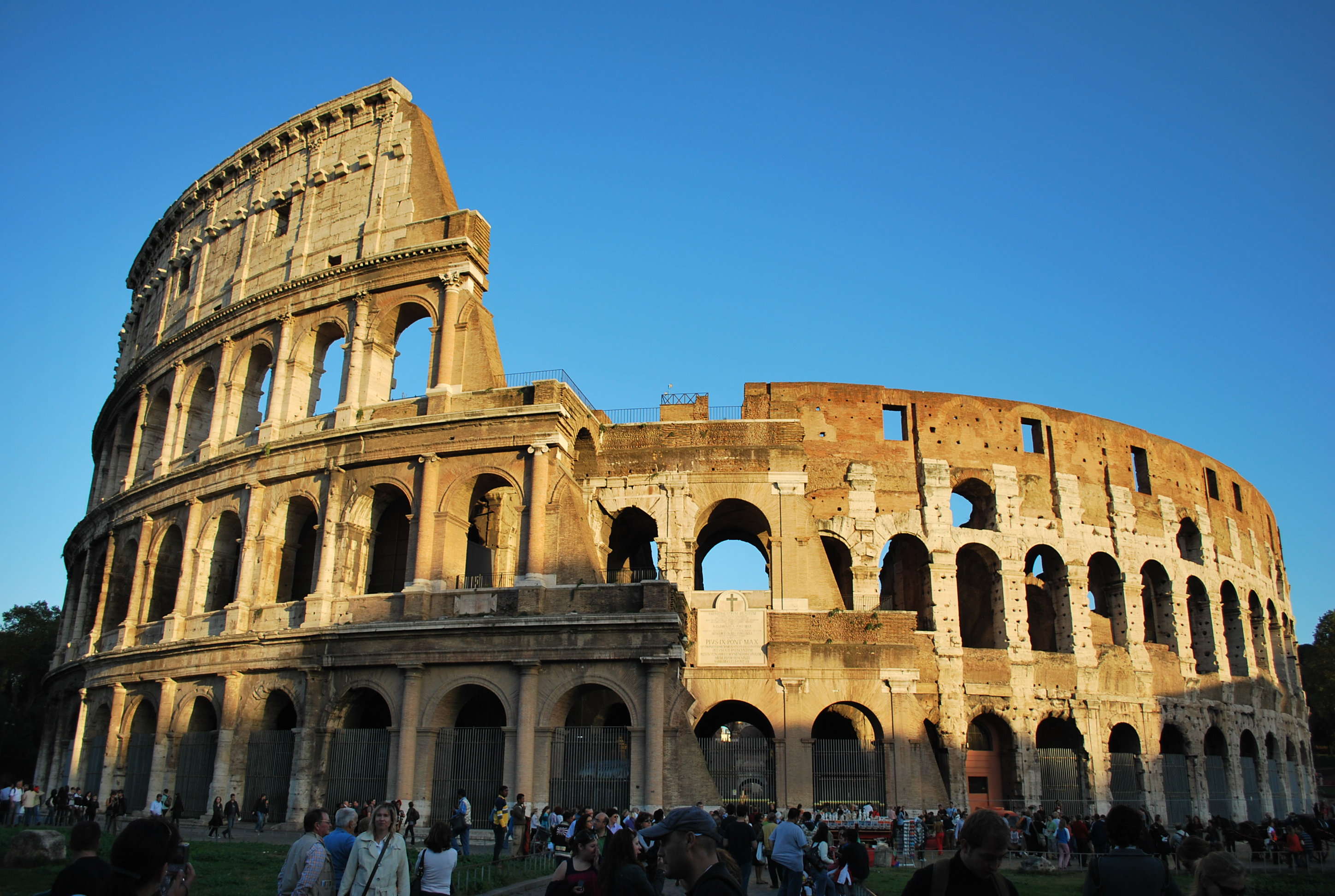
이탈리아, 로마에 있는 콜로세움.
영화 종반에 벌어지는 결투의 장소.

공식적인 영어 제목은 The Way of the Dragon이다. 영어권 나라의 경우 제목에 조금씩 차이가 있다. Return of the Dragon (미국), Revenge of the Dragon, Fury of the Dragon 등의 제목으로 다양하게 사용되었다.

## 같이 보기
- 골든 하베스트
- 절권도